# 曽根城 (紀伊国)
曽根城（そねじょう）は、志摩国英虞郡（のち紀伊国牟婁郡）南輪内曽根（現在の三重県尾鷲市曽根町）にあった日本の城（山城）。曾根城とも表記される。別名「つつじ城」など。

## 概要
標高180メートル、比高178メートルの山頂に建てられた。東西130メートル、南北30メートルの、10の郭があり、2箇所の掘割によって防御されていて、本丸は露出した巨岩を石垣の代用としている。尾鷲市の市指定史跡に指定されている。

## 歴史
弘治年間（1555年 - 1558年）に近江国甲賀の佐々木宇右衛門（一般には曽根に来て名乗ったとみられる曽根弾正と呼ばれる）が、曽根村落内に構えた居館の裏山に築城した。

## 遺構・復元建造物
- 城曲輪、堀
- 物見岩 - 石垣が残る。
- 井戸跡 - 風雨にさらされないよう入口を塞ぎ、その上に巨石が置かれた。

### 周辺施設
- 城山公園 - 「オンツツジ 名吉花（カオヨバナ）の群生・ 城山公園」の看板あり。

## アクセス

### 所在地
- 三重県尾鷲市曽根町字杉城

### 交通
- JR紀勢本線・賀田駅から「尾鷲市ふれあいバス・ハラソ線」に乗り「曽根」バス停下車、城山公園まで徒歩30分
- 熊野尾鷲道路・賀田ICから15分
  - 城山公園駐車場（無料）